# Гусевский (Владимирская область)
Гу́севский — посёлок городского типа во Владимирской области России, входит в состав городского округа Город Гусь-Хрустальный.

## География
Посёлок расположен в 8 км к северо-западу от Гусь-Хрустального, в 76 км от Владимира, в 4 км от ближайшей железнодорожной станции Гусь-Хрустальный на линии Владимир-Тумская.

## История
Известен с 1900 года после образования Гусевского торфопредприятия. Статус посёлка городского типа — с 1949 года. С 2005 года в составе городского округа Город Гусь-Хрустальный.

## Население
| 1959  | 1970  | 1979  | 1989  | 2002  | 2009  | 2010  | 2012  | 2013  |
| ----- | ----- | ----- | ----- | ----- | ----- | ----- | ----- | ----- |
| 5515  | ↗5890 | ↘5244 | ↘4493 | ↘3554 | ↘3157 | ↘3134 | ↘3062 | ↘3019 |
| 2014  | 2015  | 2016  | 2017  | 2018  | 2019  | 2020  | 2021  |       |
| ↘2969 | ↘2903 | ↘2820 | ↘2768 | ↘2726 | ↘2669 | ↘2646 | ↘1915 |       |

## Инфраструктура
В посёлке расположены основная общеобразовательная школа № 14 (известна с 1919 года, новое каменное здание построено в 1952 году), детские сады № 18 и № 28, психоневрологический интернат г. Гусь-Хрустальный, врачебная амбулатория, участковый пункт полиции, операционная касса № 8611/0214 Сбербанка России, отделение федеральной почтовой связи.

## Экономика
Гусевское торфопредприятие (основано в 1900 году).

## Транспорт
Гусевский связан с основной частью Гусь-Хрустального городским автобусным маршрутом № 124.